# Glänzender Lackporling
Der Glänzende Lackporling (Ganoderma lucidum) ist ein Pilz aus der Familie der Lackporlingsverwandten (Ganodermataceae).

## Beschreibung
Der Glänzende Lackporling ist ein derber Pilz mit einem etwa fünf bis 20 Zentimeter hohen Hut, der an einem (meist) seitlichen Stiel sitzt. Der Hut des Fruchtkörpers wird etwa ein bis drei Zentimeter dick. Der Fruchtkörper ist mit einer gelblichen, später rötlich (bis rötlichbraun- oder rötlich-schwarz) nachdunkelnden Harzschicht bedeckt. Diese Harzschicht schmilzt in einer Streichholz- oder Feuerzeugflamme. Der Rand des Pilzes ist weiß, die Unterseite besteht aus einer weißlichen Porenschicht, pro Millimeter findet man etwa vier bis fünf Poren. Der deutliche Stiel (manchmal nur als stielförmige Basis ausgebildet) ist rotbraun bis fast schwarz und purpurn schimmernd.

## Lebensweise
Der Glänzende Lackporling ist ein holzbewohnender Saprobiont oder Schwächeparasit, der vor allem Laubhölzer besiedelt. Als Substrat kommen vor allem Eichen in Frage, daneben weitere Laubgehölze, seltener Nadelhölzer (Fichten und Kiefern). Der Pilz bewohnt vor allem wärmebegünstigte Eichen- bzw. Eichenmischwälder, daneben Rotbuchenwälder, Hartholzauen. Außerhalb dieser Biotope kann der Glänzende Lackporling an Hecken, in Parks und an Wegrändern gefunden werden, wenn das entsprechende Substrat (Eichen oder Rotbuche) dort vorhanden ist. Die einjährigen Fruchtkörper werden an Baumstümpfen, Wurzeln oder an der Stammbasis lebender Wirtsbäume gefunden.

## Verbreitung
Der Glänzende Lackporling galt früher als nahezu weltweit verbreitet. Die meisten außereuropäischen Funde wurden aber inzwischen anderen Arten zugeordnet. Durch genetische Analysen als sicher zuzuordnen erwiesen sich Funde aus Europa und aus Ostasien (China), die weitere Verbreitung ist wegen der häufigen Verwechslungen und der zahlreichen sehr ähnlichen Arten unklar. In der Paläarktis ist die Art vor allem in mediterranen und gemäßigten Gegenden verbreitet, in Europa kommt sie bis ins südliche Skandinavien vor. In Deutschland ist der Glänzende Lackporling im gesamten Gebiet unregelmäßig zerstreut verbreitet.

## Systematik
Der Glänzende Lackporling gehört zu einem Komplex eng verwandter Sippen der Gattung Ganoderma, die sich teilweise nur durch die Substratwahl voneinander unterscheiden und deren taxonomischer Rang unklar ist. In Europa gehören zu diesem Komplex noch folgende Arten: Harziger Lackporling (Ganoderma resinaceum), Dunkler Lackporling (Ganoderma carnosum) und Ganoderma valesiacum (Form aus den Alpen und den Karpaten, dort auf Lärche). Außereuropäische Arten des Komplexes sind der auf Tsuga wachsende Ganoderma tsugae und Ganoderma oregonese. Aus Ostasien stammen Ganoderma sinense und Ganoderma japonicum.

## Artabgrenzung zu Lingzhi und Reishi
Der seit Jahrhunderten in China als Heilpilz genutzte Lingzhi oder auf japanisch Reishi wurde in der älteren Forschungsliteratur mit dem, aus England erstbeschriebenen Glänzenden Lackporling Ganoderma lucidum gleichgesetzt. Seit etwa 1995 hat sich aber nach und nach anhand morphologischer und vor allem genetischer Analysen herausgestellt, dass diese Gleichsetzung nicht gerechtfertigt war. Da der gesamte Ganoderma lucidum-Artkomplex hoch problematisch ist und der Name auch andernorts falsch angewendet worden ist, etwa für ähnlich aussehende Pilze Nordamerikas, war der korrekte Name längere Zeit unklar. Zunächst wurden die ostasiatischen „Ganoderma lucidum“ als nahe verwandt zu der Art Ganoderma multipileum erkannt, waren aber mit dieser nicht identisch. Später wurde dafür der Name Ganoderma sichuanense, beschrieben 1983 durch J.D. Zhao und X.Q. Zhang, ermittelt. Gestützt auf eine etwas abweichende Sequenz stellte eine Arbeitsgruppe um Yun Cao vom Nanjing Institute of Environmental Sciences dies allerdings in Frage und stellte für den in China kultivierten Pilz 2012 den neuen Namen Ganoderma lingzhi auf. Eingehende neue genetische Untersuchungen ergaben dann aber 2023, dass beide Arten identisch sind.
Damit ist der korrekte Name für den chinesischen Heilpilz Lingzhi, auch Ling-Zhi (chinesisch 靈芝 / 灵芝), Ruizhi, auch Rui-Zhi (hist. 瑞芝) oder Reishi (japanisch 靈芝) vermutlich Ganoderma sichuanense J.D. Zhao & X.Q. Zhang. Der Name Ganoderma lucidum wurde nur irrtümlich darauf bezogen. Vermutlich kommt der echte Ganoderma lucidum auch in China vor, er wird aber nicht als Heilpilz genutzt.

## Bedeutung
Als Speisepilz kommt der Glänzende Lackporling nicht in Frage, als Holzschädling ist er unbedeutend.
Der Glänzende Lackporling wird in zahlreichen Legenden erwähnt und diente früher auch als Talisman. Er wurde in Gebäuden aufgehängt, um Unglücken vorzubeugen.